# Galore: The Singles 1987–1997
Galore: The Singles 1987—1997 — второй сборник синглов британской рок-группы The Cure, вышедший в 1997 году. Диск включает в себя все синглы группы за период с 1987 по 1997 годы. Единственная новая песня — «Wrong Number» была выпущена на сингле.
Первоначально выпускающие лейблы хотели, чтобы на данный сборник вошли лучшие хиты группы. Однако лидер группы Роберт Смит настоял на включение в релиз композиций с синглов за последние 10 лет. Тогда лейбл Polydor Records, по словам Роберта Смита, сознательно провалил рекламную кампанию альбома, сведя её лишь к тому минимуму, который был указан в контракте. Всё это непосредственно, опять же по словам Смита, повлияло на то, что релиз не попал на верхние места хит-парадов и остался практически незамеченным.

## Список композиций
1. «Why Can’t I Be You?» — 3:14
2. «Catch» — 2:45
3. «Just Like Heaven» (Bob Clearmountain Mix) — 3:32
4. «Hot Hot Hot!!!» (François Kevorkian and Ron St. Germain Mix) — 3:35
5. «Lullaby» — 4:09
6. «Fascination Street» (Single Mix) — 4:20
7. «Lovesong» (Single Mix) — 3:28
8. «Pictures of You» (Single Mix) — 4:48
9. «Never Enough» (Single Mix) — 4:28
10. «Close to Me» (Closest Mix) — 4:21
11. «High» (Single Mix) — 3:33
12. «Friday I’m in Love» (Single Mix) — 3:36
13. «A Letter to Elise» (Single Mix) — 4:20
14. «The 13th» (Swing Radio Mix) — 4:17
15. «Mint Car» (Radio Mix) — 3:31
16. «Strange Attraction» (Album Mix) — 4:21
17. «Gone!» (Radio Mix) — 4:27
18. «Wrong Number» — 6:01